# Cristiano Ficco
Cristiano Giuseppe Ficco (San Vito al Tagliamento, 5 aprile 2001) è un sollevatore italiano.

## Carriera
Inizia la carriera di sollevatore nel 2015. Vince i campionati assoluti italiani di Copertino del 2017 nella categoria degli 85 kg., ripetendosi nel 2018 a Caltanissetta, nel 2019 ad Ostia Lido e nel 2021 a San Marino, nella categoria degli 89 kg. Nello stesso anno vince i campionati europei juniores a Rovaniemi, e partecipa al torneo preolimpico di Roma per Tokyo 2020, classificandosi al secondo posto.
Ai campionati europei giovanili del 2017 di Pristina vince la medaglia di bronzo mentre nel 2018 a San Donato Milanese vince la medaglia d'oro. Ai Giochi del Mediterraneo del 2018 a Tarragona vince l'oro nello strappo mentre nel 2022 ad Orano conquista la medaglia di bronzo nel totale con 164 kg alzati stabilendo il record italiano nei 102 kg. Ai Giochi olimpici estivi di Buenos Aires del 2018 vince la medaglia d'oro con 325 kg. alzati negli 85 kg. Passato alla categoria dei 96 kg., ai campionati europei di Erevan del 2023 vince la medaglia di bronzo stabilendo il record italiano con 363 kg. alzati e conquistando anche due bronzi nello slancio e nello strappo, quest'ultimo dopo la squalifica del turco Hakan Şükrü Kurnaz.
È il nipote di Giuseppe Ficco.